# Warpath: Jurassic Park
| Сводный рейтинг    | Сводный рейтинг |
| Агрегатор          | Оценка          |
| ------------------ | --------------- |
| GameRankings       | 57,36 %         |
| Иноязычные издания |                 |
| Издание            | Оценка          |
| GameSpot           | 4,7/10          |
| IGN                | 5,5/10          |

Warpath: Jurassic Park (рус. «Тропа войны: Парк Юрского периода») — компьютерная игра в жанре файтинг, разработанная компанией Black Ops Entertainment и изданная компаниями Electronic Arts и DreamWorks Interactive для игровой приставки PlayStation. Игра вышла в октябре 1999 года в США и в декабре 1999 года в Европе. В 2000 году состоялся релиз переиздания игры. Warpath: Jurassic Park является спин-оффом игр The Lost World: Jurassic Park и Jurassic Park: Trespasser, а также содержит некоторые элементы первых двух фильмов и двух романов Майкла Крайтона.

## Об игре
Геймплей Warpath: Jurassic Park представляет собой классический файтинг, схожий с играми серии Tekken. Игрок может выбрать любого динозавра из списка предложенных, чтобы сражаться с другими ящерами. Каждый динозавр имеет свой спектр боевых приёмов и стилей. Локации в игре основаны на сценах из фильмов, например «T.Rex enclosure» из Парка Юрского периода и «S.S. Venture deck» из Парка Юрского периода 2. Некоторые арены имеют разнообразные разрушаемые объекты такие как ящики, которые ранят динозавров, когда те разбивают их. Кроме того в локациях присутствуют различные существа (люди, козы, собаки, и компсогнаты), которые снуют по арене и могут частично восстановить потерянное здоровье будучи съеденными или убитыми одним из динозавров.
В Warpath: Jurassic Park присутствует три режима игры: «практика», «аркада» и «против». В режиме «практика» игрок может изучить все возможности и боевые приёмы выбранного динозавра. В аркадном режиме игрок должен выбрать динозавра и пройти 8 боёв с другими видами ящеров. В этом режиме во время боя есть ограничение по времени, однако эту опцию можно отключить в настройках игры. Аркадный режим также предназначен для того, чтобы по мере прохождения разблокировать новые виды динозавров. Режим «против» рассчитан на двух игроков. Если оба игрока выбирают одинаковый вид динозавров, то цвет одного из ящеров меняется. Кроме того, в игре присутствует опция «музей», которая позволяет игроку ознакомиться с видами динозавров и узнать подробную информацию о каждом виде. В этой опции также есть возможность просмотреть кладограмму происхождения видов и периоды их существования, а также изменить цвет кожи ящера или прослушать его рык.

## Присутствующие в игре динозавры
- Акрокантозавр
- Альбертозавр
- Анкилозавр
- Гиганотозавр
- Зухомим
- Кархародонтозавр
- Компсогнат (неиграбельный)
- Криолофозавр
- Мегараптор
- Пахицефалозавр
- Спинозавр
- Стегозавр (неиграбельный)
- Стигимолох
- Стиракозавр
- Тираннозавр
- Трицератопс

## Дополнительные факты
- В игре можно увидеть стегозавра, если зайти в аудио-опции игры. Однако среди игровых персонажей он отсутствует.
- Мегараптор представлен в игре как огромная форма велоцираптора, однако на самом деле мегараптор является аллозавридом.
- Показанный в игре спинозавр выглядит как небольшой аллозаврид с парусом. Реальный же прототип динозавра относится к спинозавридам и заметно отличается внешним видом и гораздо большим размером.
- В игре зухомим имеет название «Сако» (Sucho).
- Также в игре есть несоответствия размеров динозавров, например, Зухомим больше Тираннозавра, а Спинозавр наоборот меньше.